# Grond (televisieserie)
Grond is een Belgische tragikomische televisieserie van de regisseurs Adil El Arbi, Bilall Fallah en Mathieu Mortelmans die wereldwijd via de Amerikaanse streamingdienst Netflix te zien is. Het is het eerste televisieproject van Wannes Cappelle, Dries Heyneman en Zouzou Ben Chikha sinds Bevergem. Grond vertelt het tragikomische verhaal van twee jonge Belgen (broer en zus) van Marokkaanse origine, die de begrafenisonderneming van hun vader (Assurances Omar) overnemen en willen moderniseren. In plaats van overleden Belgische moslims naar hun herkomstland te repatriëren om ze daar volgens de moslimtradities te begraven, besluiten ze heilige grond te importeren. Zo kunnen ze hier, bij hun familie, worden begraven.
De reeks was in het najaar van 2021 te zien op Play4.
Winnaar van drie Ensors in 2022: Beste serie, Beste scenario en Beste hoofdrol in een serie voor Yassine Ouaich.

## Rolverdeling
Hoofdrollen:
- Yassine Ouaich als Ismael (Smile)
- Ward Kerremans als JB (Jean-Baptiste)
- Ahlaam Teghadouini als Nadia
- Saïd Boumazoughe als Rachid
- Ben Hamidou als Omar (vader van Nadia en Ismael)
- Charlotte De Bruyne als Alizée (zus van JB)
- Tom Vermeir als Bram / Brahim
- Reinhilde Decleir als Rozanne
- Barbara Sarafian als Marilou
- Mourade Zeguendi als Imam
- Emilie De Roo als Vanessa (eigenares fitness-center)
- Dries Heyneman als Mario (eigenaar fitness-center en huurbaas van Smile)
- Wannes Cappelle als Geert Wellens (bankbediende)
- Zouzou Ben Chikha als burgemeester

Cameo:
- Filip Naudts als fotograaf

## Afleveringen
Seizoen 1 (2021):
- 1. Piloot
- 2. Blaffende honden
- 3. Dood van een belofte
- 4. Wie een put graaft
- 5. Paleizenstraat
- 6. Concessie F24
- 7. Diwan Awards
- 8. Nejma